# Rosario Joannette
Joseph Treffle Rosario Joannette (né le 27 juillet 1916 à Salaberry-de-Valleyfield, dans la province de Québec, au Canada — mort en octobre 1998) est un joueur professionnel canadien de hockey sur glace qui évoluait au poste de centre.

## Biographie
Il a joué avec l'équipe des Canadiens de Montréal durant 2 parties dans la Ligue nationale de hockey,.
Il jouait au centre et était droitier, il a connu une longue carrière avec l'équipe des Braves de Valleyfield. En 1944-1945, dans la même saison il joue deux parties avec les Canadiens de Montréal, Joannette mène la Ligue de hockey senior du Québec avec 45 buts, 56 aides, et 101 points en 37 parties.
Un stade de baseball porte son nom dans la municipalité de Valleyfield.